# Hip hop latino
Hip hop latino o rap latino, es el género musical rap interpretado por artistas de América Latina, involucrados en la cultura hip hop. El término «hip hop latino», también se emplea para referirse a la cultura homónima.

## Historia
La primera versión de la música rap en América Latina, nace en Venezuela en el año 1980 con la canción «La Cotorra Criolla», escrita por el actor, escritor y humorista venezolano Perucho Conde, quien usó el ritmo del tema «Rapper's Delight» del grupo estadounidense The Sugarhill Gang. La letra está basada en la realidad de Venezuela en ese momento. Para la época, al rap en Venezuela se le conocía por el nombre de «cotorreo»; de ahí, el título de la canción.

## Hip hop por país

### Argentina
En Argentina la “Cultura HH” (Hip Hop) aparece en los años 80’ en distintas zonas promoviendo experiencias como el grafiti, el rap, el breakin' y DJ.
En 1989 se edita el disco TV Rap, de la agrupación Club Nocturno, primer disco de rap en castellano producido en Argentina.
Existe un documental, denominado “El Juego“ de 1998, que investiga todo el inicio del mismo. Luego de una etapa de ostracismo, el rap se impone definitivamente sobre 1990, con la aparición de la banda “Illya Kuryaki and the Valderramas”, conformada por Dante Spinetta (hijo de uno de los próceres del rock argentino, Luis Alberto Spinetta) y Emanuel Horvilleur.
Aunque este hace crítica por no ser fiel de forma estricta al estilo, “Illya Kuryaki and the Valderramas” sitúa varios hits que ponen al rap y al hip hop en un lugar hasta entonces inédito en la música argentina. También por esos años irrumpen bandas muy importantes como “Actitud María Marta”, “Fuerte Apache”, “Sindicato Argentino del Hip Hop”, “La Organización”, “Geo Ramma”, “Super-a”, “Bola 8”, “En contra del hombre” o la banda underground “Tumbas”.
En 1997 se grabó el primer compilado con artistas argentinos llamado “Nación Hip Hop” que incluyen al grupo “Sindicato Argentino del Hip Hop”, “Tumbas”, “Super-a”, “En contra del hombre” entre otros.
Después de una nueva época de apogeo, gracias al trabajo de artistas como “Mester de Juglares”, “Tao Teknology”, Sergio Sandoval, “Koxmoz”, "Mala Semilla", “Mustafá Yoda”, “El Apagón” y las incursiones solistas de “El Dante” (Dante Spinetta), en 2012 apareció una competencia de freestyle llamada El Quinto Escalón que fue un boom cultural del hiphop en los años 2016/2017 e impulsó descomunalmente el género del Trap y a excelentes raperos como Duki, Dtoke, Wos, Papo, Klan, MKS, Wolf, Dani, Underdann, Trueno, Replik, entre muchos otros.

### Bolivia
Este género aparece en la escena musical boliviana a finales de la década de 1980 como protesta ante la problemática situación socioeconómica que atravesaba el país. Con una tendencia a lo underground, los eventos y festivales son de carácter callejero y los participantes mantienen una línea ideológica de protesta.
Las influencias que tiene el hip hop boliviano son variadas: adquiere el flow latino en su expresión, y la lírica y la métrica del rap español, todo ello combinado con instrumentos típicos de la región.
Sus máximos exponentes fueron Raphael MC, lirika Andina en los años 95, exponentes destacados a posteridad, Familia Lírica, LP la Paz, Wayna Rap, Tazz MC, Marraqueta Blindada, entre otros.

### Brasil

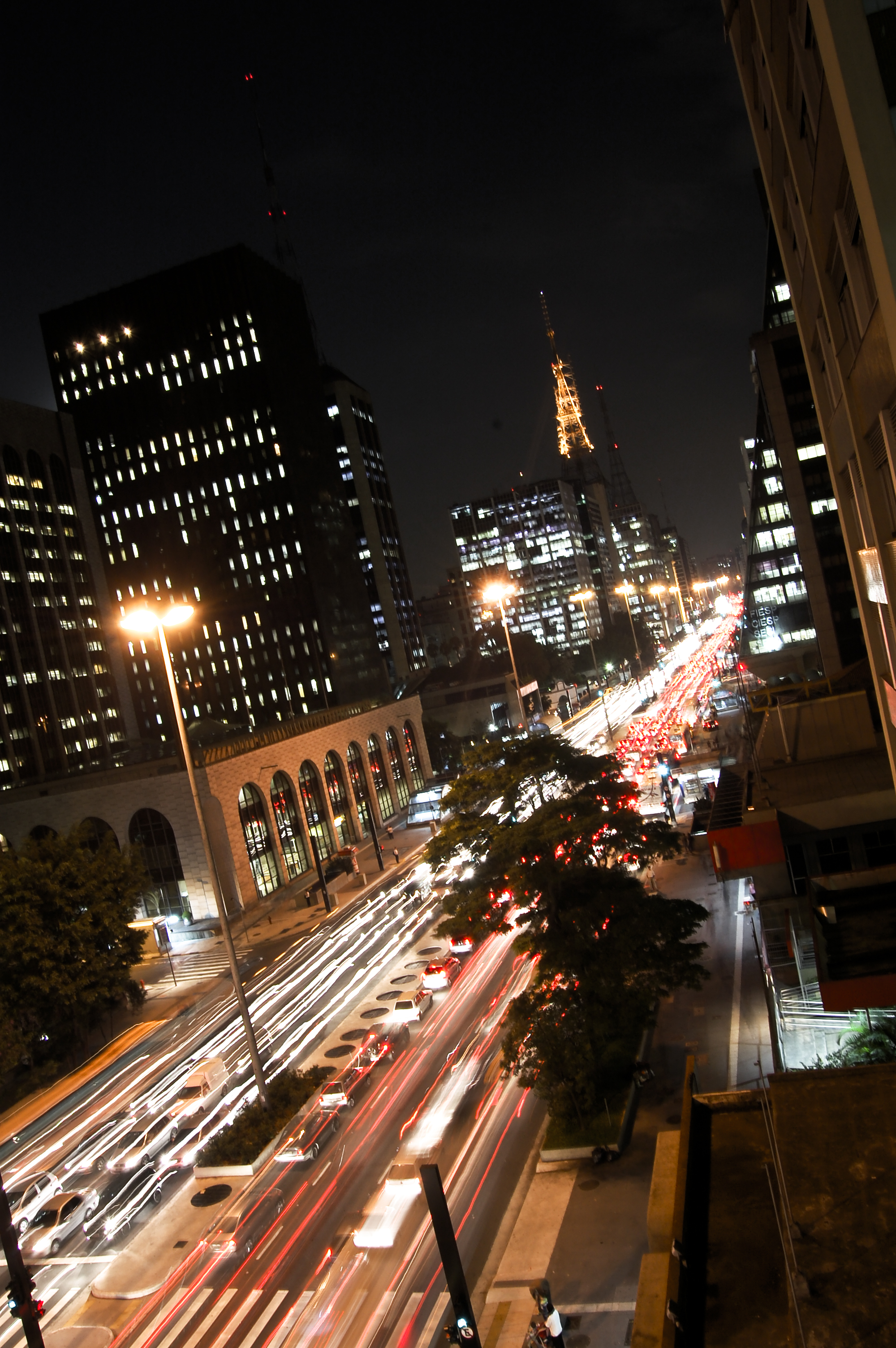
São Paulo es la cuna del hip hop brasileño.

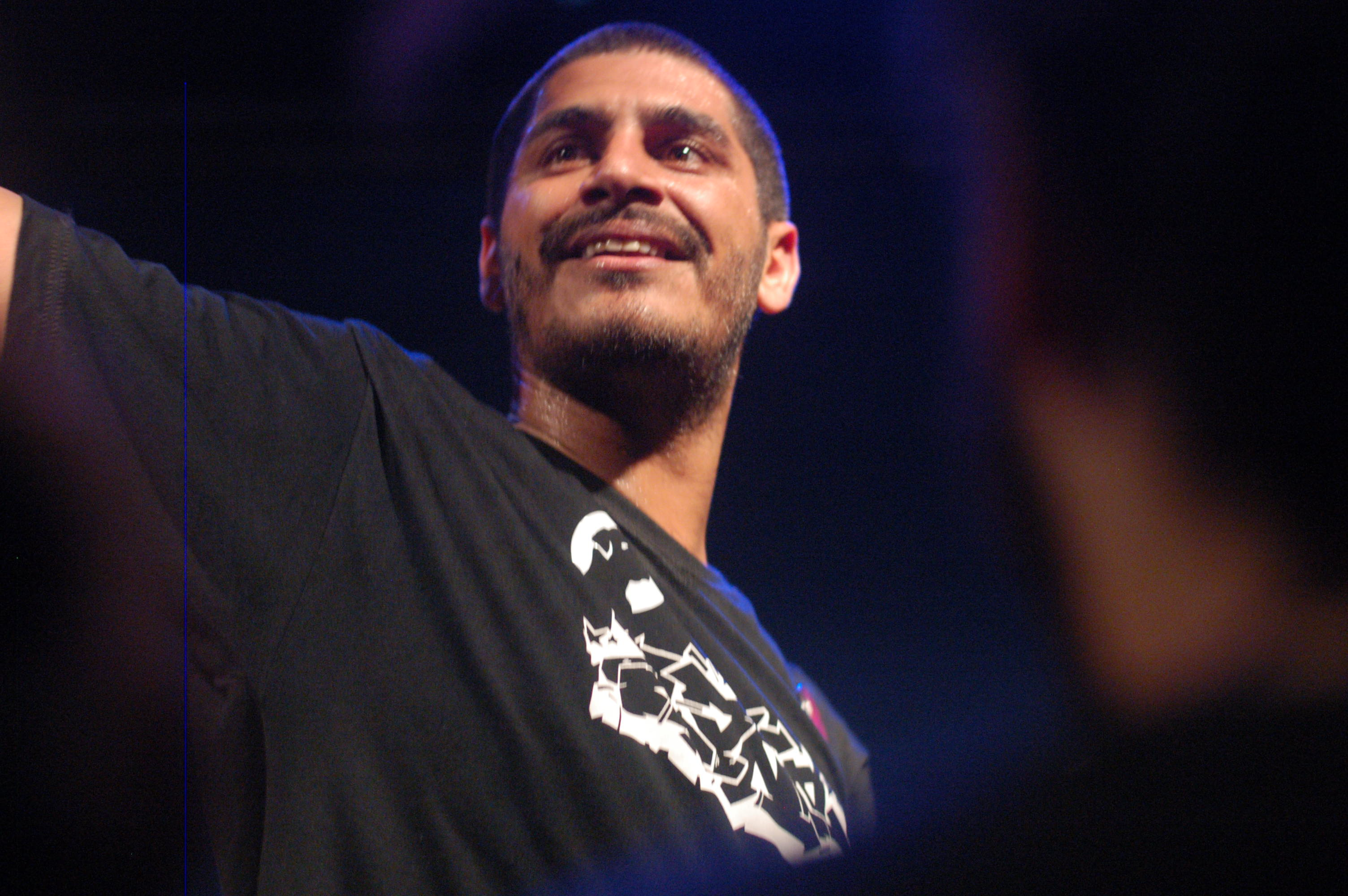
Criolo es uno de los principales renovadores del hip hop brasileño. Mezcla rap con reggae, afrobeat, MPB, samba o brega.

El rap surgió en Brasil al final de la década de los y auge en la década de los 80, por los años 1985/86 con grupos de la periferia que se reunían en la estación de São Bento en el metro de São Paulo, lugar donde el movimiento punk comenzaba a surgir. En esta época, los punks no aceptaban el rap, pues consideraban que este estilo musical era algo violento y típicamente de las favelas de la periferia. Los primeros en frecuentar la estación fueron los que bailaban breakdance.
En Brasil existen diversos géneros de rap, que abordan una temática más relacionada con la periferia (zonas pobres) y su modo de vida, con críticas explícitas a la alta sociedad y a la policía. Dentro de este género, son populares agrupaciones como Marcelo D2, Racionais MC's, MV Bill, GOG, Black Alien, Fausto Fawcett, o el difunto Sabotage. Otras bandas del gangsta rap son Consciência Humana, Face da Morte, Realidade Cruel y Cirurgia Moral.
Hay dos tendencias: la underground, encabezada por MC's como Projota, Criolo o Emicida y la comercial, en la cual C4bal es el más destacado.

### Chile

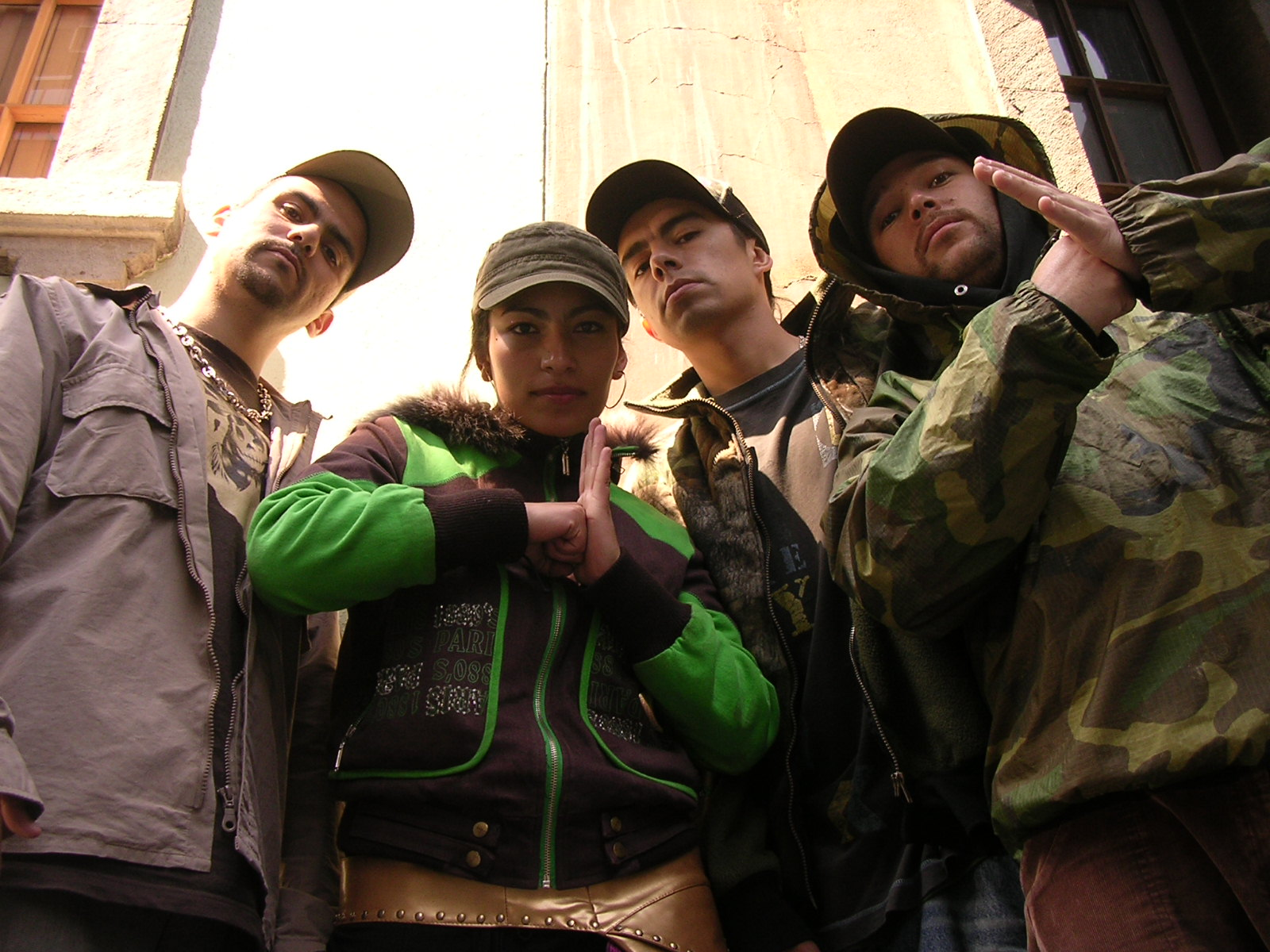
Makiza, uno de los grandes exponentes de hip hop chileno.

El hip hop chileno nació a mediados de la década de 1980, en la urbe de Santiago. Este género musical arribó al país por influencia del cine, radio y televisión, además de algunos emigrantes que retornaron de su exilio en el extranjero a partir de los últimos años de la dictadura de Augusto Pinochet (1973-1990). Su mayor punto de éxito se registra entre 1996 (Los Tetas) y principios del 2000 (Tiro de Gracia, Makiza de Anita Tijoux, Mamma Soul, etc.).
Más adelante, en la época del 2000 surgieron colectivos musicales en Chile de los cuales la mayoría siguen en pie hoy en día, artistas de los cuales se consideran parte de la Vieja Escuela (aunque ellos se catalogan como Nueva Escuela) pero adaptando a los cambios de la actualidad manteniéndose con el estilo propio del rap neoyorquino de 1990, esto último caracteriza al rap chileno entre otros pues pese a que avance el tiempo este sigue sonando igual pero con diferentes modos de producción, manteniendo el scratch y el uso notorio de samples en cada pieza musical lo que le da un toque de ser una pista estilo golden era. Algunos de estos artistas y productores son Portavoz (miembro del grupo Salvaje Decibel), Movimiento original , Brous One, Macrodee, Dj Dacel, Hordatoj, Frainstrumentos, ChysteMc (Miembro del grupo DeKilltros), DJ Cidtronick, Bascur, Inkognito, Borderline, La habitación del Pánico (DJ Tee, Panthy, MC Niel, Jonas Sanche, Hordatoj), Crismo VC de Voces Clandestinas, Mantoi, Ventana Abierta, Jazz muy tarde, Rapalapar, Reas Tinta Fría entre otros.
El Rap Chileno el movimiento se mantiene casi exclusivamente gracias a un underground muy diverso y variado.

### Colombia
El hip hop llega a Colombia a mediados de los años 1980 a través de casetes y revistas traídas por colombianos retornados desde Estados Unidos, además de la influencia del cine de dicho país. Al lado de rap llega el break dance, y el grafiti adquiere un sentido artístico y no solo político como se hacía en el país. El primer grupo en grabar un CD de Rap en Colombia fue Los Generales R&R con Tremendo Cup en 1993.
Dos de los primeros exponentes de este género fueron los grupos Gotas de Rap (conformado por jóvenes dedicados al teatro empiezan a trabajar en su primera producción bajo el título Contra el muro, que sale a la venta en 1995) y La Etnnia (conformado por jóvenes bogotanos publicaba El ataque del metano en casete y al año siguiente en formato CD, con el que revoluciona el hip hop en Colombia), en esta etapa ya existían otras agrupaciones como Los Nandez, Raza Gángster, Estilo bajo, Cali Rap Cartel, Código Rap, Rh Klandestino, y AlcolyrikoZ. En 1996 aparece en Bogotá el Festival Rap al Parque que después se conocería como Hip Hop al Parque en la actualidad uno de los más importantes en América Latina.
En los años 2000 aparecen grupos como Tres Coronas: (una unión entre el dominicano Reychesta, el colombiano P.N.O y el Franco-Colombiano Rocca). Con estos grupos el Rap colombiano alcanzó gran notoriedad a nivel internacional sonando en Latinoamérica y Europa. Asilo 38, Flaco Flow y Melanina, Engendros del Pantano, Clan Hueso Duro,Cescru Enlace, Fondo Blanco, Todo Copas, Laberinto ELC,Masai Ban Go, Sello 2 Esquinas, Tribu Omerta y MC'S como Métrico, Samurái, entre otros.
Para 2010 y actualmente Colombia se destaca por los MC's y grupos de rap que exporta a nivel latinoamericano como Ali A.K.A. Mind, Nanpa Básico, Afaz Natural, Xplícitos, Pielroja, Loko Kuerdo,  Iyhon Secuaz, Cariñito, Granuja, Electra, Lianna, Solitario Soldado, Realidad Mental, entre otros. Y grupos como Aerophon Crew, Crack Family, Delirium Tremenz, La Gra$a, Almas de Barrio,  Rap Bang Club, Los Calvos, Esk-Lones y los grupos de fusión LosPetitFellas, Systema Solar, ChocQuibTown. El Graffiti ha adquirido una vital importancia pasando del grafiti político de los años 80 al grafiti y el muralismo actual, por parte de importantes grafiteros y colectivos, consolidando a las principales ciudades como Bogotá, Medellín y Cali en capitales del grafiti. El 26 de mayo se denomina como el día del Hip Hop en Colombia.

### Cuba
Orishas, Cubaguayo, Los Aldeanos, Rxnde Akozta, Los Chikos nuevos son o fueron exponentes relevantes del rap cubano

### Ecuador
Para inicios de los noventa, el rap en Guayaquil se popularizó mediante exponentes como Gerardo y AU-D. Estos tuvieron un gran éxito comercial en la escena y dieron paso para que nuevos artistas crezcan en la escena del hip hop guayaquileño.
Gerardo, con su éxito internacional «Rico Suave» y canciones como "Latin till I die", se convirtió en el ícono del hip hop latino, imagen que duró por décadas.
En este país, algunos de los grupos representativos de rap en Quito son: TNB, HHC, Tzantza Matanza, Tales y Cuales, Delatribu, Equinoxio Flow, Quito Mafia. Dentro de los Mc´s más destacados en la capital ecuatoriana se encuentran: Sucio Kastro, Krudo Mesak y su DJ Da Beat (TZM), Nitram, Venenoso, Skape y C4 (DelaTribu). 

### España

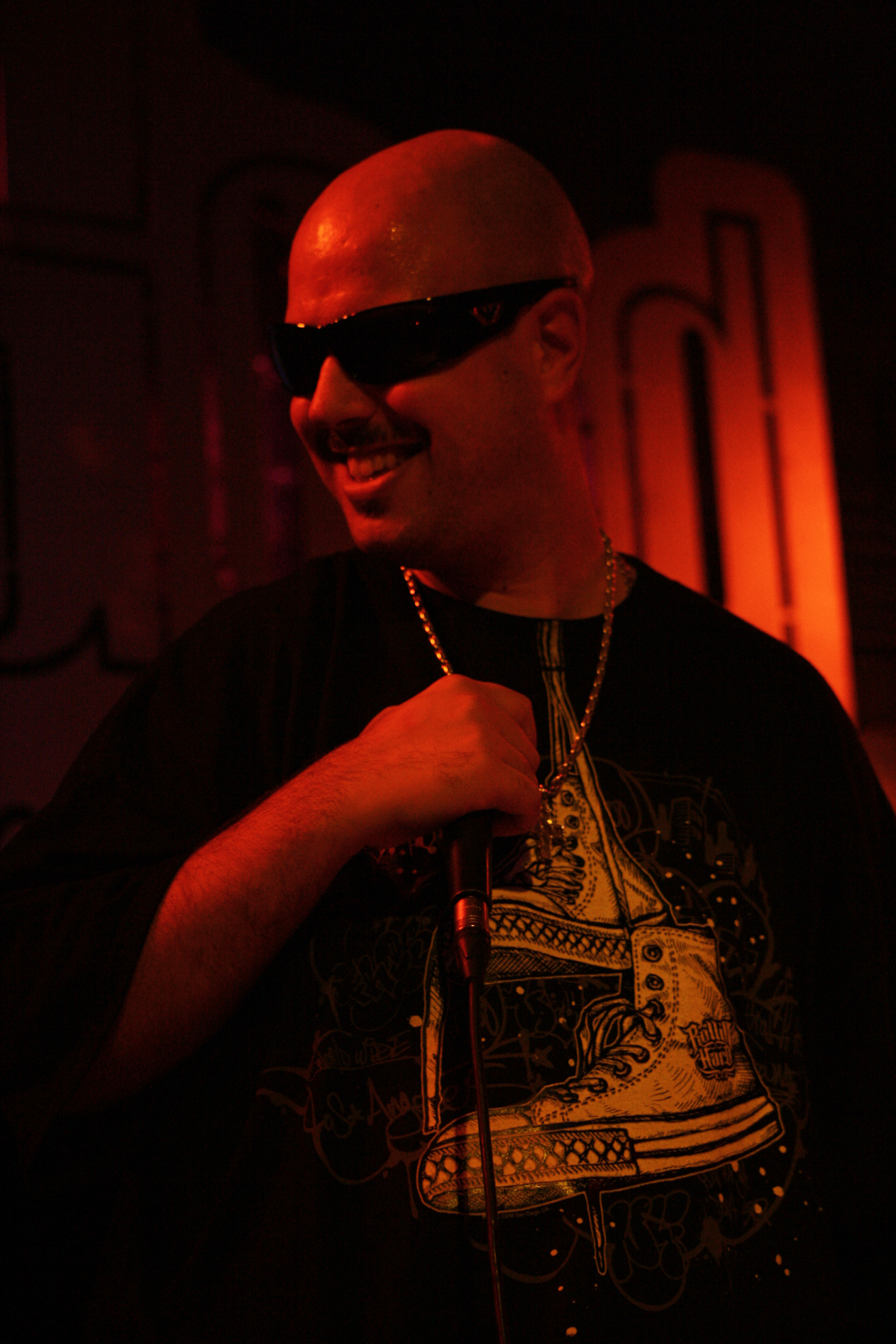
El rapero español Mitsuruggy en un concierto. En sus canciones encontramos referencias a la literatura, el cine, los videojuegos, la mitología, la Biblia o la ciencia ficción. En su álbum "La luz" aparecen influencias del chicano rap y el MC emplea palabras procedentes del español de México.

En España el hip hop en la primera mitad de la década de los 80 introducido por el personal de las bases militares estadounidenses. Existen numerosos grupos que representan varias tendencias del hip hop y el rap. El rap español es muy popular en América Latina.

### Estados Unidos
En Estados Unidos destacan grupos de origen latino como Cypress Hill, el MC Fat Joe y el subgénero chicano rap, con exponentes como Kid Frost.[cita requerida]

### México
El rap llegó a México a finales de los 80's pero desde los 90's fue donde comenzaron hacer rap. El hip hop llegó al país a través de familiares o amigos que radicaron en Estados Unidos, de ahí, los que venían de Estados Unidos, exportaron los discos de rap a México.

#### Inicios del Rap Mexicano en 1979
Todo empezó desde 1979 por el comediante Guillermo "Memo" Rios con su aka MC Aplausos, grabó con una pista de "Rapper's Delight" de Sugarhill Gang, el primer hit comercial del rap, bajo el nombre de "El Cotorreo". Aunque su versión de sus letras de Memo no era igual que la original ya que quiso plasmar una historia propia centrandose la vida cotidiana de México, la cultura pop, las celebridades, las actitudes de las personas etc, haciendo un "Memo Cotorreo", manejándolo con su humor con sus lingos mexicanos. Todo esto fue por coincidencia o por accidente como mismo Memo dijo en un video en 2023, nunca tuvo la intención de hacer rap para crear un éxito o ser pionero del rap en el país. Elias Cervantes, era un director de Radio Variedades amigo de Memo, junto con sus amigos que tuvieron mucha relación con las difusoras de radio, le prestaron a Memo Rios el disco original diciendo lo siguiente, "porque no le pones letra Memo tu que rimas, fijate que eso se llama Rap, es lo que tu haces desde 1972 y 1975". Memo lo pensaba mucho en hacer su versión en español de "Rapper's Delight", se tardo 3 días para hacer sus letras, fue a grabar su tema en el estudio de Orbimex, un estudio bastante pequeño que hicieron posible de grabar el primer rap nacional.
Después de grabar su primer tema de rap, ha continuado sacando otros temas de parodias del rap tales como "Pedro Infante Murió", "Muy Delgada" parodia del tema "Ice Ice Baby" de Vanilla Ice, "Memotronic" parodia del tema "This Beat Is Technotronic" del artista de la música electrónica belga Technotronic, "Cosa Loca" parodia del tema "Wild Thing" del grupo inglés de garage rock The Troggs, y "Mi Bella Genio" parodia del tema "Sucker DJ" (A Witch For Love) de Dimples D en principios de los 90's.
Desde el 2023 Spotify hizo un mural en Ciudad de México ubicado en la calle Avenida Chapultepec 68 en la colonia Doctores, por la celebración de los 50 años del nacimiento del hip hop, creando el mural del rap mexicano para la playlist oficial de Spotify hecho por Toy Selectah por seleccionar temas que marcaron a la escena y de temas destacados de la actualidad sean del rap comercial o el underground. Memo Rios aparece en el mural aunque es el único que no cuenta con ningún tema en la plataforma, Spotify le dio su reconocimiento por ser el primer mexicano en hacer rap oficialmente.
Tras el éxito con la canción «La Raza» de Kid Frost y posteriormente con «Ya Estuvo/That's it» en 1990. Esta última incursiona con el spanglish. La canción «Low rider» se convertiría en uno de los primeros clásicos, la cual plasmaría la influencia de la presencia latina en la cultura neoyorquina. «Low rider», marcaría el inicio de las primeras colaboraciones o "featurings" con Latin Alliance y la participación de Kid Frost, el cantante Mellow Man Ace (conocido internacionalmente por la canción que fue el primer spanglish famoso «Mentirosa») y MC A.L.T..
Debido a la situación geográfica de México y la cercanía con Estados Unidos, lugar de nacimiento del Hip-Hop la mayoría son influenciados por el Rap chicano debido a que tienen raíces mexicanas que sonaban fuertemente tales como Cypress Hill y Kid Frost que fueron los primeros que se escucharon de manera mainstream como los grandes referentes de esa escena, muchos grupos de rap mexicano empezaron hacer rap con pistas de Cypress Hill que hasta la fecha el rap malandro más conocido como el gangsta rap sigue vigente.

### La Polémica de Los Medios Con Las Etiquetas
En 1990 comenzó con competencias de break, salió producciones como "Como estas feo" de Speed Fire y el éxito comercial del grupo Caló por el programa Siempre en domingo de Raúl Velasco que por el gran error de la televisora de Televisa que lo catalogaban cómo rap siendo que fue un grupo de música Pop y House solo porque Claudio Yarto el líder del grupo, rapeaba y sus bailes solían confundir con el break. 

### El Verdadero Inicio del Rap Mexicano
Sindicato del Terror (SDT) y 4to del Tren originarios de CDMX y Estado de México oficialmente fueron los primeros en hacer rap como tal, se formaron desde 1991, ya que fueron los únicos grupos que se centraban el movimiento del hip hop, nunca hacían covers, no eran comediantes haciendo intentos de rap, tenían sus propias rimas. SDT tuvieron una aparición en un programa de Televisa "Mi Barrio" en 1992 que fue transmitido en el canal 9, eran conducidos por Ricky Luis y Graciela Mauri, para ese tiempo no había ningún espacio para el rap, el programa Mi Barrio era el único espacio para darse a conocer su música al público mexicano, a pesar de que era muy nuevo el género para la época, fueron bien recibidos. 
SDT hizo su primer casete titulado "Real Musica Rap", fue el primer grupo que empezaron a tener la ideología "purista" de llamarlo "rap real" en una época donde no había competencia.

#### Inicios del Rap Underground 1993-1995
En 1993 nació el rap regiomontano o de Nuevo Leon por grupos como Vagabundos Underground y Funk Da Bastard.  
En 1994 surgió el primer grupo de rap de Guadalajara La Otra Escoria conformados por El Zaceck, El Zebra y Dee Jay Loco.
En 1995 llega Molotov mezclando el rock alternativo con rap por los flows típicos de rapeos. 

#### El Inicio del Rap Mexicano a Lo Internacional
En 1996 se da a conocer Control Machete por su álbum Mucho Barato, el primer grupo de rap que lo convirtieron el rap nacional a lo internacional, originarios de Monterrey, Nuevo León, que hacían sus conciertos en toda Latinoamérica, Estados Unidos, España y Alemania en 1997, hasta la fecha siguen siendo los más reconocidos de la vieja escuela del rap mexicano siendo los más influyentes para las nuevas generaciones.

#### 1996-1999
Desde del 1996 en adelante cada vez empezaron a surgir muchos grupos locales nuevos tales como VLP (CDMX), Vieja Guardia (CDMX), La Rivera (Monterrey), Gente Loca (Ciudad Madero, Tamaulipas), Mexican Fusca (Monterrey), Controversia Funk (Monterrey), Bastardoz (Monterrey), Asesinos (A.C.S) (Monterrey), Vandaloz (Monterrey), Ce Cen Cem y Boca H (Gomez Palacio, Durango), Northsider (Monterrey), Artillería Pesada (Monterrey) entre otros.   
Fermín IV grabó con el grupo cubano-estadounidense Cypress Hill de su hit "Siempre Peligroso" en 1999, Cypress grabaron un disco totalmente en castellano bajo la traducción de Mellow Man Ace y Sick Jacken del álbum "Los Grandes Éxitos En Español".

#### 2010 - Actualidad
Actualmente han surgido nuevas caras de manera lenta a principios de los 2010 tales como C-Kan, MC Davo que fueron los primeros en llegar a los millones de suscriptores en YouTube creando una nueva forma de convertirlos como un nuevo mercado que anteriormente el mercado eran los discos en físico y tener buena aceptación de hacer un estilo de rap más diferente a lo que estaban acostumbrados la influencia del Rap chicano y Hardcore hip hop que hacía Control Machete, Cartel de Santa, KDC, el Dyablo, Kinto Sol entre otros que tenían letras crudas con flows muy agresivos y beats pesados, C-Kan su sonido está influenciado por el Rap Chicano y el Reggaeton ya que lo escuchaba en sus inicios en la música, mezclando letras del barrio, pobreza, violencia y pandillas con el autotune que era algo nuevo para la época, hasta la fecha sigue siendo mal visto ese estilo en el rap mexicano, por MC Davo y C-Kan empezaron a crecer su propia escena con el tiempo surgiendo más raperos usando autotune tanto a raperos románticos como raperos con temáticas del rap malandro (gangsta rap) tales como Remik Gonzalez, Maniako, Toser One, El Pinche Mara, Robot95, Adán Cruz entre otros. 
Los artistas más representativos son Control Machete, Fermín IV, Cartel de Santa, Dharius, Akwid, Kinto Sol, Kartel de Las Calles, Dyablo, C-4, Santa Fe Klan, Alemán, C-Kan y Gera MX. 

#### Narco-Rap
El Narco-Rap es escena musical (similar al gangsta-rap undeground de los años 1980s), que surgió en el noreste de México y el sur de Texas. Sus letras son violentas, populares principalmente entre los jóvenes latinos. El contenido lírico se centra en el poder de los cárteles de la droga y la violencia de la guerra contra las drogas en la región fronteriza. El narco-rap surgió en el área urbana de Tamaulipas, un territorio actualmente en disputa armada entre los Zetas y el Cártel del Golfo. El Narco-rap canta sobre la vida de los mafiosos y la realidad de las ciudades bajo el dominio de los cárteles. Algunos de los principales exponentes del género son Cano y Blunt, Dement y Big Los, El Comando Exclusivo.

### Paraguay
En cuanto al baile han tenido representación en competencias internacionales como el Hip Hop International, del cual han participado grupos como Warriors Urban Dance Crew (WUDC), The Perfect Boys, Mov Crew, Aero Street Company.
En la última década se han habilitado numerosas escuelas dedicadas casi exclusivamente a las danzas urbanas, entre ellas Fusionarte (Declarado de Interés Cultural por la Municipalidad de San Lorenzo), Aero Street Company, Warriors, Castle of Dance, The One Crew, Mov Crew, Equality Dance Crew, Chefree, Considi Crew, Street Soul Crew, The Fly Step Company.
En cuanto al breaking, existen crews de bboys principalmente en el Departamento Central y alrededores, integrado por un número reducido de bboys (4 a 6 integrantes principalmente), entre ellos podemos citar Locotest Crew, NoGender, Freepanic, Ñemby City Breakers, Considi Crew, entre otros.
El Hip Hop ha tenido un espacio amplio de participación en programas de Televisión como Camino al Éxito, del cual participaron crews de Hip Hop Dance como Fusionarte y The One Crew; y de forma individual miembros de distintos crews.

### Perú
El hip hop llegó al Perú a mediados de la década de 1980 con las películas como Beat Street, donde el tema principal era el breakdance, es por eso que este fue el primer elemento en arraigarse en este país.
A finales de los 80 e inicios de los 90, ya se escuchaban algunos grupos de rap locales en diferentes barrios de Lima. El primer grupo de rap peruano en salir en los medios locales fue "Golpeando La Calle" (1991), fundado por DJ Pedro. Esto trajo consigo otros exponentes como Droopy G, Wason MC y Mafia Organizada.
A finales de los 90 surgió una nueva ola de representantes entre los que se puede destacar al Fucking Clan, Clan Urbano, Fortaleza, Cabezas Clavas, Pedro Mo, Luifer, Locotes, Kasike (actual integrante del grupo callao cartel) Conexión Maestra, Lyrikal fam, mazetas y Arturo Pomar Jr.
Los MC´s y grupos de Rap peruanos que más destacan en la actualidad son Immortal Technique (radicado en EE. UU.), UMANO, Rapper School (Norick, Warrior, Dj Deportado), Comité Pokofló (Pedro Mo, Charles, Zaser, Edu, Dedos, Yuka y Nash), Niggas Clic, el Paisa y Django. La newschool (nueva escuela)  de Hip-Hop es la que hace perdurar el movimiento en el país en estos momentos ya que artistas como: Mseco, Nova Doctrina, Estrato social, Radikal People, Aco, El Sonido de la Resistencia, La Prole Nation, entre otros hacen que haya un sentimiento de identificación con sus letras y de esta manera llegar a muchas más personas formando así una base sólida dentro del underground.

### Puerto Rico
Luego de que el Hip Hop fuese creado, en colaboración entre afroamericanos, y puertorriqueños residiendo en New York, llegó a Puerto Rico probablemente en momento simultáneo con RD y Cuba y este sirvió como trampolín para todo Latinoamérica como ya lo fue para otros géneros musicales en décadas pasadas siendo portal para los E.U. Durante la década de los 80 aparecen en la escena musical algunos grupos de rap como Vico C, Rubén DJ, TNT, Brewly MC, Wilfred y la Ganga , Lisa M y entre otros; este movimiento permitió la aparición de los primeros exponentes del rap en español en el continente, y que se transformó en un éxito dentro de la población joven marginal;12 en particular, y a través del sello Prime Récords, el rap en español fue por primera vez comercializado.
En la evolución e innovación de los estilos de Hip Hop de los noventa conocida como el UnderGround por su origen en producciones caseras con ritmos de otros artistas y productores, muchos dj's haciendo compilados dieron a conocer a exponentes entre estos MC Ceja, Cavalucci, Eddie Dee, Mexicano, Ivy Queen, Gran Omar y Tempo (con más copias vendidas en Puerto Rico y conocido con el nombre del rey del rap de dicho país). El productor ejecutivo y productor musical Kamakazi [PR] es considerado el más influyente en la historia de hip hop boricua.
Calle 13 es uno de los mejores exponentes del hip hop latino, ya ahora como solista su compositor René, conocido como Residente es unos de los exponentes con más años, y tiene temas de muchos estilos pero se basa más en la protesta hacia los problemas sociales como el sandwich de salchicha y lo que pensaran de nosotros en Japón. Uno de los raperos en tiempos presentes es PJ Sin Suela.

### República Dominicana
En la República Dominicana, se destacan Original Juan, Lápiz Conciente, Arianna Puello, Monkey Black, Ovni (Rapero), Henry G, El Poeta Callejero Gabriel Santana, El Fother, Redimi2, Ariel Kelly, entre otros. También se destacan grupos o alianzas de raperos tales como El Batallón (Big O, Big-K, Nuevotono, Caja Blanca, Cirujano Nocturno, T.Y.S y Alex B) y La Cooperativa Empresarial "Lo correcto" fundado por Tony Hasbun y Nukleo Salomón e integrado por: (Ovni (Rapero), Básico, SinFin, Faqundo González, Crooklyn, Beethoven Villaman y otros).
Otros que forman parte de la historia del Hip Hop Dominicano y se han destacado son: Stros el Psicólogo, Circuito negro, Aposento Alto y la familia Above The 90s Sheng, Negro Hp, Mecal, Mafuul Flay, Yo.Soy.Rey, Yenky One, Sheng El Tracktor, Rodesens, Rubinsky RBK, Lizzy Parra, Trayecto 04 (Sr Ministro, Concepto, Fubu), Maximo Legitimo, HST, Madre Tierra, Metaforus, Saito Kastro, Hardcore En Su Radio, Zodiaco RDK , 809, Dapely, Gaudy Mercy, Anónimo, Supremo Radical, Leviatan, Dj OnSIX, Paramba, DJ Avana, Dj Strike One, Dj Scuff, Scratch Master Jesus, DJ Mute, Dj Stan, Dj Rapha, Dj Alfa, Mutante Fingers,  Alianza Meka, La Coalición, Nino Freestyle, RT Mundial, Campamento Revolucionario, entre otros.

### Uruguay
La historia del hip hop en Uruguay es una narrativa rica y diversa, marcada por su evolución desde sus humildes comienzos hasta convertirse en una cultura de masas. Los inicios del hip hop en Uruguay se remontan a los años 80, una época en la que el país comenzó a experimentar con esta nueva forma de expresión artística. Aunque el hip hop como música llegó a Uruguay de forma tímida en esa década, fue realmente en los años 90 cuando empezó a tomar forma con la aparición de grupos pioneros como Fun You Stupid!, Critical Zone y Víctimas Del Sistema (VDS) 
En Uruguay un pionero temprano del género fue Jazzy Mel, quien en 1991 lanzó canciones como "Conociéndote" y "Qué pasa" que perduraron como sus éxitos. El hip hop se empieza a desarrollar a finales de la década de 1990 con grupos como Sudacas en Guerra, Contra Las Cuerdas, Latejapride, Oeste Pro Funk (integrado por Contra las Cuerdas y latejapride*), Plátano Macho y El Peyote Asesino.
A partir del año 2003, latejapride* ficha con Bizarro Records, comienza un progresivo desarrollo del género en el país. En el año 2005 aparece en el mercado grupos como Beat Urbano (Mercado Negro) y Arrajatabla Flow Club & The Warriors —ganadora del Concurso de Bandas «Pepsi Bandplugged» de Pepsi—. Además en esa época surgen muchos grupos underground como Magia Negra Squad grupo fundado oficialmente en 2006 por los raperos Plef, Diego Carnal y Pegal. Magia Negra Squad es destacable por ser con Latejapride los grupos de rap uruguayo más antiguos que siguen activos, demostrando una notable persistencia y evolución en el tiempo. En 2011, surge Primate, banda que combina el Rap, y Hip Hop con el New Metal —ganadora del Concurso «Pepsi Bandplugged 2012. »—. Del año 2013 en adelante la llegada del Cubaguayo en la escena Hiphop local también se hace notar, a pesar de haber nacido en Cuba, al ser hijo de uruguayo obtuvo la nacionalidad de forma automática. 
La cultura hip hop en Uruguay, a pesar de su crecimiento y evolución, ha enfrentado desafíos significativos, especialmente en términos de violencia y crimen. El asesinato del rapero Plef en 2019 en el barrio Punta Gorda fue un duro golpe para la comunidad, resaltando las dificultades que enfrentan los artistas en su entorno. Este trágico evento, sin embargo, también sirvió para unir a la comunidad del hip hop uruguayo, fortaleciendo su resiliencia y motivándola a seguir adelante y a continuar desarrollando la escena.   
Un hito importante en la historia reciente del hip hop uruguayo fue la participación de Franco Ghetti en la Batalla de Gallos en 2019, donde representó a Uruguay en un escenario internacional por primera vez en 13 años. Esta participación no solo honró la memoria de figuras influyentes como R Loko, quien compitió en el mismo evento en 2006, sino que también demostró la continua evolución y el potencial del hip hop uruguayo a nivel mundial.
La muerte de R Loko en 2013, considerado uno de los mejores raperos del país, fue otro momento significativo que impactó profundamente en la comunidad del hip hop en Uruguay. Su fallecimiento recordó la importancia de la continuidad y el desarrollo dentro de la escena del hip hop uruguayo y subrayó el legado que dejó para las futuras generaciones de artistas.
Estos eventos han sido cruciales en la historia del hip hop en Uruguay, mostrando no solo el crecimiento del género como una forma de expresión musical, sino también como una plataforma cultural y social significativa. A través de estos artistas y eventos, el hip hop en Uruguay refleja la identidad única del país y abre camino para futuras generaciones de artistas, asegurando que el legado del hip hop uruguayo continúe evolucionando y enriqueciendo la cultura del país.

### Venezuela
A pesar de que el rap latinoamericano nació en Venezuela en 1980, la masificación de este género comienza a mediados de los años noventa en el país, con el surgimiento de un colectivo de hip hop de nombre «La Corte», que se desintegraría por diferencias creativas. De igual forma, fue hasta el año 2001 que el rap venezolano tendría mayor impacto gracias al documental titulado «Venezuela Subterránea: 4 elementos, una música», con la producción de la Fundación Nuevas Bandas, dando a conocer a grupos musicales en ese entonces desconocidos como Vagos y Maleantes, formado por Budú y El Nigga, el grupo Guerrilla Seca, formado por El Prieto y Rekeson; grupos que serían los principales exponentes en los comienzos del hip hop en el país. La mayoría de las letras estuvieron influenciados por el gangsta rap, desigualdad social, la pobreza, la droga, la guerra entre bandas, entre otros problemas sociales. Estos grupos dieron paso al inicio de la cultura underground, sirviendo de inspiración a raperos, B-boys, grafiteros y DJ's. Dentro del género, se dieron a conocer otros artistas como MC Ardilla, Biancucci, MC Klopedia, Cuarto Poder, Tres Dueños (compuesto por los integrantes de Vagos y Maleantes y DJ Trece), entre otros.
Desde el año 2007, el gangsta rap fue perdiendo popularidad, dando paso a otros subgéneros del rap como el hardcore hip hop y rap conciencia; este último ganó un peso mucho mayor debido a que enfatizaba problemas sociales, desigualdad,sin hacer referencia a la violencia, sino tratando de incentivar al público a tomar conciencia sobre los problemas sociales que aquejan a la sociedad.
El rap venezolano se expandió a nivel internacional con Canserbero, llegando a países como México, Colombia, Puerto Rico, Argentina, Chile, Perú, Ecuador, España, entre otros, influenciando a otros artistas, siendo uno de los raperos más aclamados y respetados en la cultura hip hop de toda habla hispana. Los raperos Apache, Lil Supa, Rotwaila, NK Profeta, Akapellah, Letra Emece, Imigrante, Lancer Lirical, Chester, Gona, Mcklopedia, Willie DeVille, Rial Guawankó, Dejavú, Waraos, Neutro Shorty, D-Clou M-Eight, Nigga Sibilino, Benzina, Omar Koonze, Campesinos Rap, Reis Bélico, Frank Lucas, Horus, Veztalone, Tayko, Chuchu Bermudas, Micro TDH, Big Soto, Trainer, y raperas como Gabylonia, Neblinna, Mestiza, Medusa, Manira, Arena La Rosa, Acuatro RF, DVN, Daniclas, Paoh Bless, Betha, Sirena Miller, Frezha, Nachtby, son algunos de los exponentes que han concretado con éxito el rap como música y movimiento, siendo al mismo tiempo uno de los países con la mayor cantidad de representantes del género rap en toda América Latina. La cultura de las rimas en el país esta tan arraigada, que existe un estilo musical parecido a las Batallas de los Gallos, llamado «contrapunteo llanero», así como es el uso de la poesía por personas de todas las edades.